# 塞夫龍河
46°31′59″N 05°16′08″E / 46.53306°N 5.26889°E
塞夫龍河（法語：Sevron，發音：[səvʁɔ̃]）是法國的河流，位於該國東部，屬於索爾南河的左支流，河道全長54.6公里，流域面積195平方公里，平均流量每秒3.16立方米，發源自梅约纳。

## 外部連結
- http://www.geoportail.fr （页面存档备份，存于）
- The Sevron at the Sandre database